# Відьмине зілля
Відьмине зілля, цирцея (Circaea) — рід трав'янистих рослин родини онагрових (Onagraceae), поширений у помірних областях північної півкулі. Рід містить 7 видів, крім того є проміжні гібриди, які існують тільки вегетативним розмноженням і не дають насіння.

## Опис
Трави, багаторічні, кореневищні, часто утворюють великі колонії. Листки черешкові, протилежні, стають черговими і приквіткоподібними в суцвітті. Суцвіття прості або розгалужені китиці, кінцеві на головному стеблі і на верхівках коротких пахвових гілок. Квіти з квітковою трубкою. Пелюстки з надрізом на верхівці, білі або рожеві. Плід — нерозкривна коробочка. Насіння гладке. 2n = 22.

## Поширення
Поширений у помірних областях північної півкулі.
В Україні зростають: відьмине зілля низьке (Circaea alpina L.) й відьмине зілля звичайне (Circaea lutetiana L. ).